# Evropská federalistická strana
Evropská federalistická strana je proevropská, panevropská a federalistická politická strana prosazující další integraci EU a její federalizaci. Evropská federalistická strana byla založena 6. listopadu 2011 v Paříži spojením Europe United a Francouzské federalistické strany. Cílem strany je inspirovat všechny Evropany k podpoře evropského federalismu a účasti na volbách po celé Evropě.

## Zastoupení na národní a místní úrovni
EFS má národní a regionální sekce v těchto zemích (označené hvězdičkou jsou oficiálně registrované):
- Belgie*,
- Česko,
- Francie*,
- Irsko*,
- Itálie*,
- Německo*,
- Nizozemsko*,
- Polsko,
- Portugalsko*,
- Rakousko*,
- Rumunsko,
- Řecko*,
- Španělsko*,
- Velká Británie*

Své zástupce má EFS i v dalších zemích Evropy, stejně, jako i mimo ni, a to ve Spojených státech a Číně.

## Organizace
V roce 2011, na prvním Federálním shromáždění v Paříži byli zvoleni první dva spoluprezidenti – Pietro De Matteis a Yves Gernigon, místopředsedy Hélène Feo a Jan Van Arkel a pokladníkem Nico Segers.
. V roce 2014 na druhém Federálním shromáždění v Římě vznikla Evropská rada v následujícím složení:
- Spoluprezidenti: Pietro De Matteis,
- Viceprezident: Georgios Kostakos,
- Generální spolusekretáři: Emmanuel Rodary,
- Stranický program a volební program: Marco Marazzi,
- Vnější vztahy: Michel Caillouet,
- Pokladník: Mariarosaria Marziali.

V roce 2014, na prvním Federálním shromáždění v Bruselu byl zvolen prezidentem Pietro De Matteis a jako místopředseda Georgios Kostakos.

## EFS v České republice
První kroky ke vzniku české sekce EFS byly podniknuty na jaře roku 2013. Zlomovým datem byl 27. duben, kdy se sešli čeští členové strany v Praze a vytvořili přípravný výbor s cílem registrace české sekce EFS jako politické strany.

## Evropská federalistická strana v médiích
EFS byla předmětem řady článků a rozhovorů. Mimo jiné:
- Euractiv.com - Italy - Partito federalista europeo: congresso a Roma, ideje e proposte[2]
- The New Federalist - UK/Europe - In defense of real European parties[3]
- The Epoch Times - Romania - Cum ar putea arăta Statele Unite ale Europei[4]
- Le Taurillon - France - Plaidoyer pour de vrais partis européens[5]
- ΗΜΕΡΑ ΤΣΗ ΖΑΚΥΘΟΣ - Greece- ΑΝΟΙΧΤΗ ΕΠΙΣΤΟΛΗ[6]
- Euractiv.fr - France - Le parti fédéraliste veut son candidat à la présidentielle[7]
- Radicali.it - Il Partito Federalista Europeo e Marco Pannella protestano contro la violazione della libertà di associazione in Europa[8]
- Radio France Internationale - France - Yves Gernigon, président du Parti fédéraliste[9]
- La Voce - Italy - Flash-mob per la Grecia e per gli Stati Uniti d'Europa[10]
- MenteLocale.it - Italy - Siamo tutti greci: la manifestazione a De Ferrari[11]
- Cuore e Ambiente - Italy -[12]
- Per La Pace.it - Italy - La Grecia siamo noi! Siamo tutti europei![13]
- Europe Today - Europe - The race for the 2014 EP Elections begins[14]